# Rhynchobapta vulpecula
Rhynchobapta vulpecula är en fjärilsart som beskrevs av W. Warren 1898. Rhynchobapta vulpecula ingår i släktet Rhynchobapta och familjen mätare. Inga underarter finns listade.